# Bramble: The Mountain King
Bramble: The Mountain King ist ein Actionspiel, das von der Firma Dimfrost Studio entwickelt und 2023 von Merge Games veröffentlicht wurde.

## Handlung
Der Spieler übernimmt die Rolle des etwa 10-jährigen Olle, der in einer Holzhütte in der Nähe eines Waldes wohnt. Dieser wacht eines Nachts auf und entdeckt, dass sich seine nur wenig ältere Schwester aus dem gemeinsamen Kinderzimmer geschlichen hat. Er folgt ihr in einen märchenhaften Wald, wo sie von einem Troll entführt wird. Im Bemühen seine Schwester zu retten, dringt er immer weiter in den Wald ein und begegnet dabei verschiedenen bösartigen Wesen, die jeweils mit episodenhaften Geschichten verbunden sind. Thematisch setzt sich das Spiel mit den Themen soziale Ausgrenzung, Kindermord, Seuchen und Hexenverfolgung auseinander. Es nimmt Anleihen an der skandinavischen Folklore. Auf seiner Reise wird der Hauptcharakter von einem gutmütigen Riesen und einem gutartigen Waldgeist in Gestalt eines jungen Mädchens unterstützt. Die einzelnen Episoden sind lose über die Geschichte des titelgebenden Mountain Kings verbunden. Hierbei handelt es sich um einen menschlichen König, der nach dem Tod seines Sohnes und einer Hexenverfolgung von einer Hexe verflucht wurde und nun apathisch in seinem Schloss ruht, wo er von den Trollen mit gefangenen Kindern gefüttert wird. Im Finale des Spiels schafft es der Hauptcharakter seine Schwester zu befreien, den Mountain King zu töten und sicher nach Hause zu gelangen.

## Spielprinzip
Der Spieler steuert den Hauptcharakter aus der Third-Person-Perspektive durch die dreidimensionale Welt. Der Spielverlauf ist linear. Die meiste Zeit beschränkt sich der Spieler darauf, den Charakter vorwärts zu bewegen. Gelegentlich müssen Hindernisse durch Sprünge überwunden werden. In einen Bosskämpfen muss der Spieler Angriffen der Computergegner mittels Geschicklichkeit ausweichen und zugleich zum richtigen Zeitpunkt angreifen. Die Geschichte wird durch eine Erzählerin und durch nicht verpassbare Zwischensequenzen in Buchform erzählt. Das Spiel enthält Horrorelemente.

## Entwicklung
Das Spiel wurde von Dimfrost entwickelt. Der Publisher war Merge Games und es erschien am 27. April 2023 für Windows, Xbox Series X/S, PlayStation 5 und Nintendo Switch.

## Rezeption
Bramble: The Mountain King erhielt laut Metacritic überwiegend positive Kritiken. Obwohl PC Gamer die Atmosphäre des Spiels hoch lobte und sagte, es habe das Potenzial, ein „sofortiger Klassiker“ zu werden, kritisierten sie, dass das ihrer Meinung nach „archaische Puzzle-Design“ das Erlebnis ruinierte. Shacknews nannte es „ebenso großartig wie erschreckend“ und empfahl es Fans von Horrorspielen. Nintendo Life wurde aufgrund von Leistungsproblemen im Test von der Switch-Version abgeraten, berichtete jedoch, dass ein bevorstehender Patch eine Lösung dieses Problems versprach. In der Zwischenzeit empfahlen sie, das Spiel auf leistungsstärkeren Systemen zu spielen.